# HV Merefeldia
HV Merefeldia was een Nederlandse handbalvereniging uit Nederweert. De handbalvereniging werd opgericht op 14 januari 1963 en was voortgekomen uit de gelijknamige voetbalvereniging. Gedurende het bestaan van de vereniging had de club zich ontwikkeld tot een vooraanstaande club in de gemeente Nederweert.

## Fusie
In begin 2014 werd er begonnen naar het zoeken naar de mogelijkheid tot een fusie tussen HV Merefeldia en HC Ospel. Leden van beide verenigingen spraken zich positief uit over een mogelijke fusie, hiernaast werd in juni 2014 door de leden van HV Merefeldia en HC Ospel positief gestemd om het fusietraject naar een nieuwe handbalvereniging officieel in gang te zetten. Daarnaast werd er gestemd op een nieuwe clubnaam en hoofdkleur; de meeste stemmen waren op de nieuwe clubnaam MEOS met een groene hoofdkleur. Hierna volgde de formele procedures tot het vormen van de fusieclub. Op 15 november 2014 werd het nieuwe bestuur gepresenteerd. Op 2 januari 2015 werd de statuten van de nieuw-gefuseerde club MEOS Handbalvereniging formeel ondertekend, waardoor de nieuwe handbalvereniging formeel was opgericht.